# Transversalelektromagnetische Welle
Die transversalelektromagnetische Welle oder TEM-Welle (engl. transverse electromagnetic mode) ist ein Sonderfall einer  elektromagnetischen Welle, bei der in Ausbreitungsrichtung sowohl das elektrische als auch das magnetische Feld verschwindet. Stattdessen befinden sich die magnetischen und elektrischen Felder ausschließlich in Ebenen senkrecht (transversal) zur Ausbreitungsrichtung. Dieser Typ elektromagnetischer Wellen bildet sich als geführte Welle z. B. zwischen Außen- und Innenleiter eines verlustlosen Koaxialkabels aus. Auch die ebene Welle ist ein Beispiel für TEM-Wellen.

## Allgemeine Beschreibung
Allgemein müssen für eine TEM-Leitung zwei getrennte, ideale Leiter existieren, deren Anordnung in Ausbreitungsrichtung gleichförmig ist und sich in einem homogenen Raum befindet. Das elektrische Feld im Leitungsquerschnitt entspricht dann dem elektrostatischen Feld für die gegebene Geometrie, welches jedoch oszilliert und sich entlang der Leitung ausbreitet.
In kartesischen Koordinaten lassen sich die Vektorkomponenten einer TEM-Welle mit der Ausbreitungsrichtung z ausdrücken als:
{\displaystyle {\begin{alignedat}{2}{\vec {E}}&=(E_{x},E_{y},0)\qquad {\vec {D}}&=(D_{x},D_{y},0)\\{\vec {H}}&=(H_{x},H_{y},0)\qquad {\vec {B}}&=(B_{x},B_{y},0)\\{\vec {S}}&=(0,0,S_{z})\end{alignedat}}}
Dabei stehen die Feldvektoren
- {\displaystyle {\vec {E}}} für die elektrische Feldstärke, {\displaystyle {\vec {D}}} für die elektrische Flussdichte
- {\displaystyle {\vec {H}}} für die magnetische Feldstärke, {\displaystyle {\vec {B}}} für die magnetische Flussdichte.
- Der Poynting-Vektor {\displaystyle {\vec {S}}={\vec {E}}\times {\vec {H}}} drückt die Energieflussdichte aus, welche in diesem Fall ausnahmslos in z-Richtung erfolgt.

Die Wellenimpedanz {\displaystyle Z_{\mathrm {w} }} einer TEM-Welle beträgt:
{\displaystyle Z_{\mathrm {w} }={\sqrt {\frac {\mu }{\varepsilon }}}}
mit
- magnetischer Leitfähigkeit {\displaystyle \mu }
- dielektrischer Leitfähigkeit {\displaystyle \varepsilon }.

Sind {\displaystyle \mu } und {\displaystyle \varepsilon } reell, so spricht man vom Feldwellenwiderstand.
Die Fortpflanzungskonstante in TEM-Wellen beträgt:
{\displaystyle {\begin{aligned}\gamma &=\pm j\,k\\&=\pm j\,\omega \,{\sqrt {\mu \varepsilon }}\end{aligned}}}
mit
- der Wellenzahl {\displaystyle k}
- der imaginären Einheit {\displaystyle j}
- der Kreisfrequenz {\displaystyle \omega }.

## Zusammenhang mit Leitungsgrößen
Bei TEM-Wellen ergibt sich ein einfacher Zusammenhang zwischen den Feldgrößen und den Leitungsgrößen.
Im Allgemeinen hängt bei zeitlich veränderlichen elektrischen Feldern die nicht verschwindende Rotation (d. h., das elektrische Feld ist nicht wirbelfrei) vom Integrationsweg ab. In diesem Fall lässt sich keine Leitungsgröße, wie z. B. eine Spannung, eindeutig angeben.
Da TEM-Wellen aber keine Feldkomponente in Ausbreitungsrichtung aufweisen, folglich auch keine Komponente der Rotation in Ausbreitungsrichtung (siehe Induktionsgesetz), verschwindet das Umlaufintegral der elektrischen Feldstärke in der Transversalebene. Damit lässt sich unabhängig vom Integrationsweg ein Potenzialfeld quer zur Ausbreitungsrichtung definieren. Die Feldgröße der elektrischen Feldstärke lässt sich also als eine Leitungsgröße in Form einer elektrischen Spannung zwischen den Leitern entlang der Ausbreitungsrichtung angeben, beispielsweise entlang eines Koaxialkabels.
Ähnlich lässt sich die Leitungsgröße des elektrischen Stromes im Leiter definieren, da bei einer TEM-Welle kein Verschiebungsstrom durch die Transversalebene fließt (Durchflutungsgesetz) und die Tangentialkomponente der magnetischen Feldstärke an der Leiteroberfläche verschwindet. Damit müssen die beiden Ströme, beispielsweise im Innen- und Außenleiter eines Koaxialkabels, in Ausbreitungsrichtung konstant und entgegengesetzt gleich sein.
Die Möglichkeit, die Feldgrößen der elektrischen und magnetischen Feldstärke in Leitungsgrößen wie einer elektrischen Spannung und Strom umsetzen zu können, spielt in der Leitungstheorie eine wesentliche Rolle, da sich damit die im Allgemeinen komplexen Feldverhältnisse auf einfacher handhabbare Leitungsgrößen reduzieren lassen. Auch die äquivalente Beschreibung der Verhältnisse an einem elektrischen Tor, entweder durch Wellengrößen oder dazu gleichwertig durch Leitungsgrößen, wie bei den Streuparametern, geht auf diesen Umstand zurück.

## Transversal-elektrische und transversal-magnetische Wellen
Außer den TEM-Wellen gibt es:
- transversal-elektrische Wellen (TE-Wellen); hier verschwindet nur die elektrische Komponente in Ausbreitungsrichtung, während die magnetische Komponente Werte ungleich 0 annehmen kann.
- transversal-magnetische Wellen (TM-Wellen); hier verschwindet nur die magnetische Komponente in Ausbreitungsrichtung, während die elektrische Komponente Werte ungleich 0 annehmen kann.

Solche Wellen findet man z. B. in Hohlleitern und auf der Eindraht-Wellenleitung.
TE-Wellen beschreiben auch die Wellenausbreitung bei Lasern bzw. Laserstrahlen und Lichtwellenleitern und werden insbesondere in Hohlleitern auch als H-Wellen bezeichnet. Analog dazu werden TM-Wellen auch als E-Wellen bezeichnet.
TEM-Wellen lassen sich bei Angabe einer Bezugsfläche immer in einen TE- und einen TM-Anteil zerlegen. Mit dem Normalenvektor {\displaystyle {\vec {n}}} der Bezugsfläche gilt für den TE-Anteil:
{\displaystyle {\vec {E}}\cdot {\vec {n}}=0}.
Das ist gleichbedeutend mit
{\displaystyle {\vec {E_{TE}}}=({\vec {n}}\times {\vec {E}})\times {\vec {n}}}.
Für den TM-Anteil gilt:
{\displaystyle {\vec {H}}\cdot {\vec {n}}=0}
bzw.
{\displaystyle {\vec {H_{TM}}}=({\vec {n}}\times {\vec {H}})\times {\vec {n}}}.
In den transversalen Anteilen sind keine Komponenten in Richtung der Flächennormalen {\displaystyle {\vec {n}}} der Bezugsfläche enthalten, die transversalen Anteile stehen stattdessen senkrecht auf dieser Normalen bzw. parallel zur Bezugsfläche.